# Боднарук, Анастасия Михайловна
Анастаси́я Миха́йловна Боднару́к (30 марта 1992) — российская шахматистка, международный мастер (2010), гроссмейстер среди женщин (2009). Чемпионка мира по рапиду (2023).

## Биография
Из Санкт-Петербурга. В детстве два года занималась художественной гимнастикой, но потом сделала выбор в пользу шахмат. Первым её тренером был отец. Под его руководством она становилась чемпионкой России, чемпионкой и неоднократным призёром чемпионатов Европы, призёром чемпионатов мира.
Больше года занималась в Москве в шахматном интернате под руководством В. А. Чехова и С. Н. Архипова. С ней работал Владимир Белов. В Санкт-Петербурге Анастасия занималась сначала с М. А. Макаровым, затем с А. М. Лукиным.
Гроссмейстер среди женщин с 2009 года. Год спустя Боднарук выполнила норматив международного мастера среди мужчин.

## Шахматные достижения
- Чемпионка России до 10 лет (2000 и 2002)
- Чемпионка России до 12 лет (2003)
- Чемпионка России до 20 лет (2008 и 2012)
- Победитель командного чемпионата Европы по шахматам 2015 года в составе женской сборной России
- В составе 2-й сборной России участница 39-й шахматной олимпиады (2010) в Ханты-Мансийске.
- Чемпионка России по блицу (2019)[1]
- Победитель первого командного турнира Шанхайской организации сотрудничества в составе сборной России в Циндао (2023)[2]
- Чемпионка мира по рапиду среди женщин (2023)[3][4]
- Медаль ордена «За заслуги перед Отечеством» II степени (12 апреля 2024 года) — за большой вклад в развитие и популяризацию отечественного шахматного движения[5]

## Изменения рейтинга
| Графики недоступны из-за технических проблем. См. информацию на Фабрикаторе и на mediawiki.org. |